# All or Nothing (album de Fat Joe)
Pour les articles homonymes, voir All or Nothing.
Albums de Fat Joe
Loyalty
(2002) Me, Myself and I
(2006)
Singles
1. So Much More
Sortie : 1er mars 2005
2. Get It Poppin'
Sortie : 29 mai 2005

All or Nothing est le sixième album studio de Fat Joe, sorti le 14 juin 2005.
L'album s'est classé 2e au Top R&B/Hip-Hop Albums et 6e au Billboard 200.

## Liste des titres
| No  | Titre                                                                                                | Contient un (des) sample(s) de                                                                                | Durée |
| --- | --- | --- | ----- |
| 1.  | Intro (Produit par StreetRunner)                                                                     | If and When des Three Degrees                                                                                 | 3:37  |
| 2.  | Does Anybody Know (Produit par Nasty Beatmakers)                                                     | Joe de Jackie Moore 9mm Goes Bang des Boogie Down Productions                                                 | 4:41  |
| 3.  | Safe 2 Say (The Incredible) (Produit par Just Blaze)                                                 | Distortion Mind de I Marc 4 Bring the Noise de Public Enemy                                                   | 4:01  |
| 4.  | So Much More (Produit par Cool & Dre)                                                                | Bang Bang de Vanilla Fudge Computer Love de Zapp Gasolina de Daddy Yankee                                     | 3:58  |
| 5.  | My Fofo (Produit par Cool & Dre)                                                                     | Meet the Flintstones de Hoyt S. Curtin Hate It or Love It de The Game featuring 50 Cent In Da Club de 50 Cent | 3:55  |
| 6.  | Rock Ya Body (Produit par Cool & Dre)                                                                | | 3:52  |
| 7.  | Listen Baby (featuring Mashonda – Produit par Swizz Beatz)                                           | Ain't No Mountain High Enough de Marvin Gaye et Tammi Terrell Love's Train de Con Funk Shun                   | 3:35  |
| 8.  | Get It Poppin' (featuring Nelly – Produit par Scott Storch)                                          | Moshitup de Just-Ice featuring KRS-One                                                                        | 3:25  |
| 9.  | Temptation Part. I (Produit par DJ Khaled)                                                           | Prélude en do dièse mineur de Sergueï Rachmaninov No Problem de Lil Scrappy                                   | 3:25  |
| 10. | Temptation Part. II (Produit par DJ Khaled)                                                          | Je t'aime de Saint Tropez                                                                                     | 4:12  |
| 11. | Everybody Get Up (Produit par Timbaland)                                                             | 911 Is a Joke de Public Enemy                                                                                 | 4:20  |
| 12. | I Can Do U (Produit par Cool & Dre)                                                                  | | 3:37  |
| 13. | So Hot (featuring R. Kelly – Produit par Cool & Dre)                                                 | | 3:27  |
| 14. | Lean Back (Remix) (featuring Lil Jon, Eminem, Ma$e et Remy Ma – Produit par Lil Jon et Scott Storch) | Niggaz Done Started Something de DMX featuring The Lox et Ma$e                                                | 4:20  |
| 15. | Beat Novacane (Produit par DJ Khaled)                                                                | | 3:44  |
| 16. | Hold You Down (featuring Jennifer Lopez – Produit par StreetRunner)                                  | As We Lay de Shirley Murdock                                                                                  | 4:32  |